# Richmond (Luizjana)
Richmond – wieś w Stanach Zjednoczonych, w stanie Luizjana, w parafii Madison.